# سهمان (حفاش)

تعديل مصدري - تعديل

سهمان هي إحدى قرى عزلة السهمان بني عمر بمديرية حفاش التابعة لمحافظة المحويت، بلغ تعداد سكانها 594 نسمة حسب تعداد اليمن لعام 2004.